# Hydraena bihamata
Hydraena bihamata es una especie de escarabajo del género Hydraena, familia Hydraenidae. Fue descrita científicamente por Champion en 1920.
Esta especie se encuentra en India y Nepal.